# Mary Mazzio-Manson
Mary Mazzio-Manson (1 de febrero de 1998) es una deportista estadounidense que compite en remo. Ganó una medalla de plata en el Campeonato Mundial de Remo de 2023, en la prueba de ocho con timonel.

## Palmarés internacional
| Campeonato Mundial | Campeonato Mundial | Campeonato Mundial | Campeonato Mundial |
| Año                | Lugar              | Medalla            | Prueba             |
| ------------------ | ------------------ | ------------------ | ------------------ |
| 2023               | Belgrado (Serbia)  | Medalla de plata   | Ocho con timonel   |